# Pozzo sacro Sa Mitza de Nieddinu
Il pozzo sacro Sa Mitza de Nieddinu è un monumento archeologico situato nel comune di Guspini lungo la strada SS126- Sud Orientale Sarda che collega Guspini con San Nicolò d'Arcidano.

## Descrizione
Il sito è risalente all'Età del Bronzo ed è stato realizzato interamente con rocce basaltiche finemente lavorate. La struttura consta di una parete muraria quasi totalmente distrutta: è visibile solo la base del pozzo in quanto risulta privo della copertura della Tholos (difficile da poter ipotizzare come tipologia) anche se la camera è rimasta intatta.
Possiamo contare 9 gradini che scendono verso il basso, fino a raggiungere l'acqua a circa due metri sotto terra.
Il pozzo ha un perimetro di circa 18 metri e un'altezza massima di un metro e poco più. La sua apertura è rivolta a Nord e l'acqua scorre perenne tutto l'anno.
Nei pressi del Pozzo sacro, a circa 1 km di distanza, si trova il Menhir Casa Cadeddu alto circa 1,60 m e costellato di coppelle.

## Galleria d'immagini

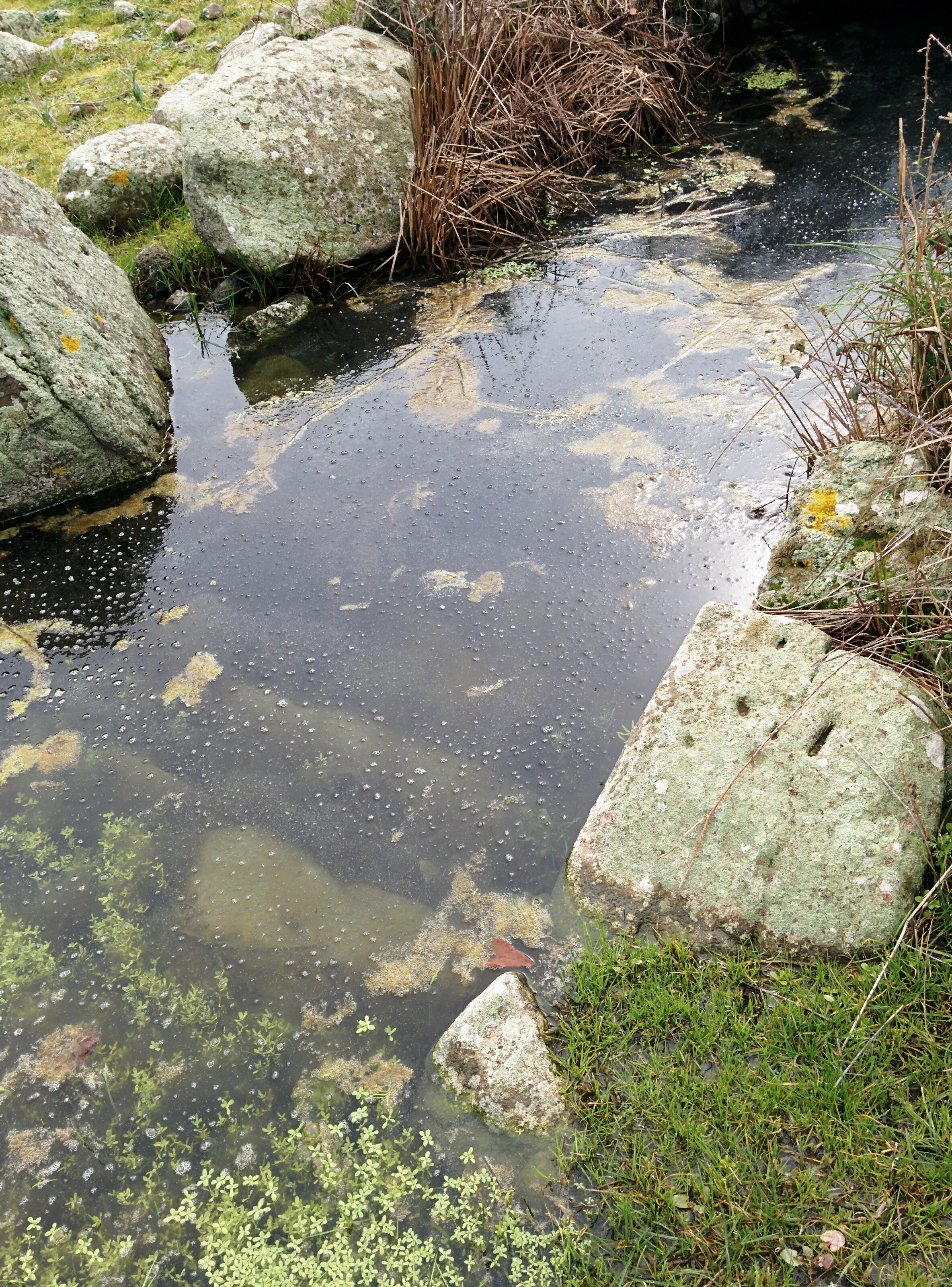
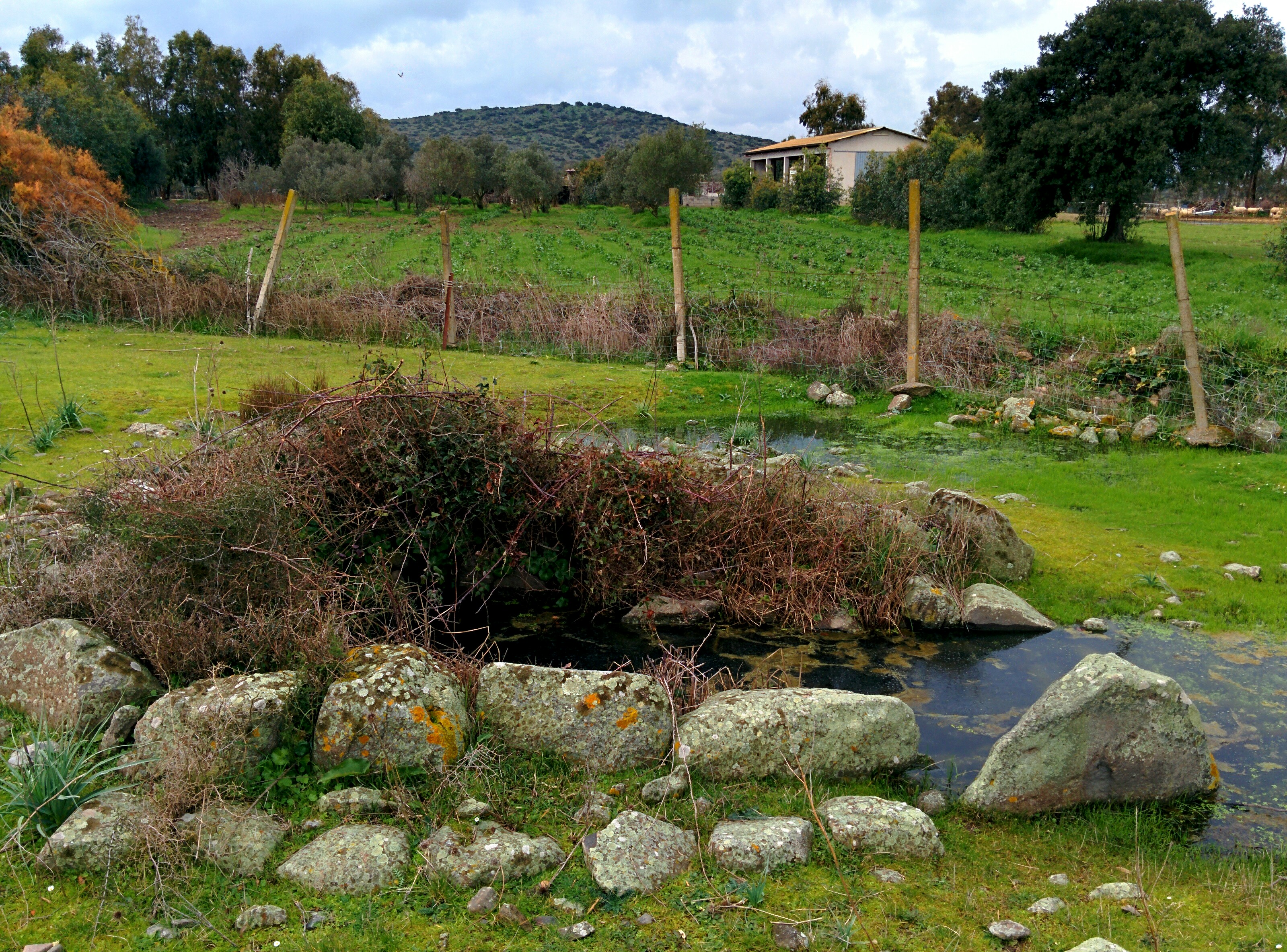
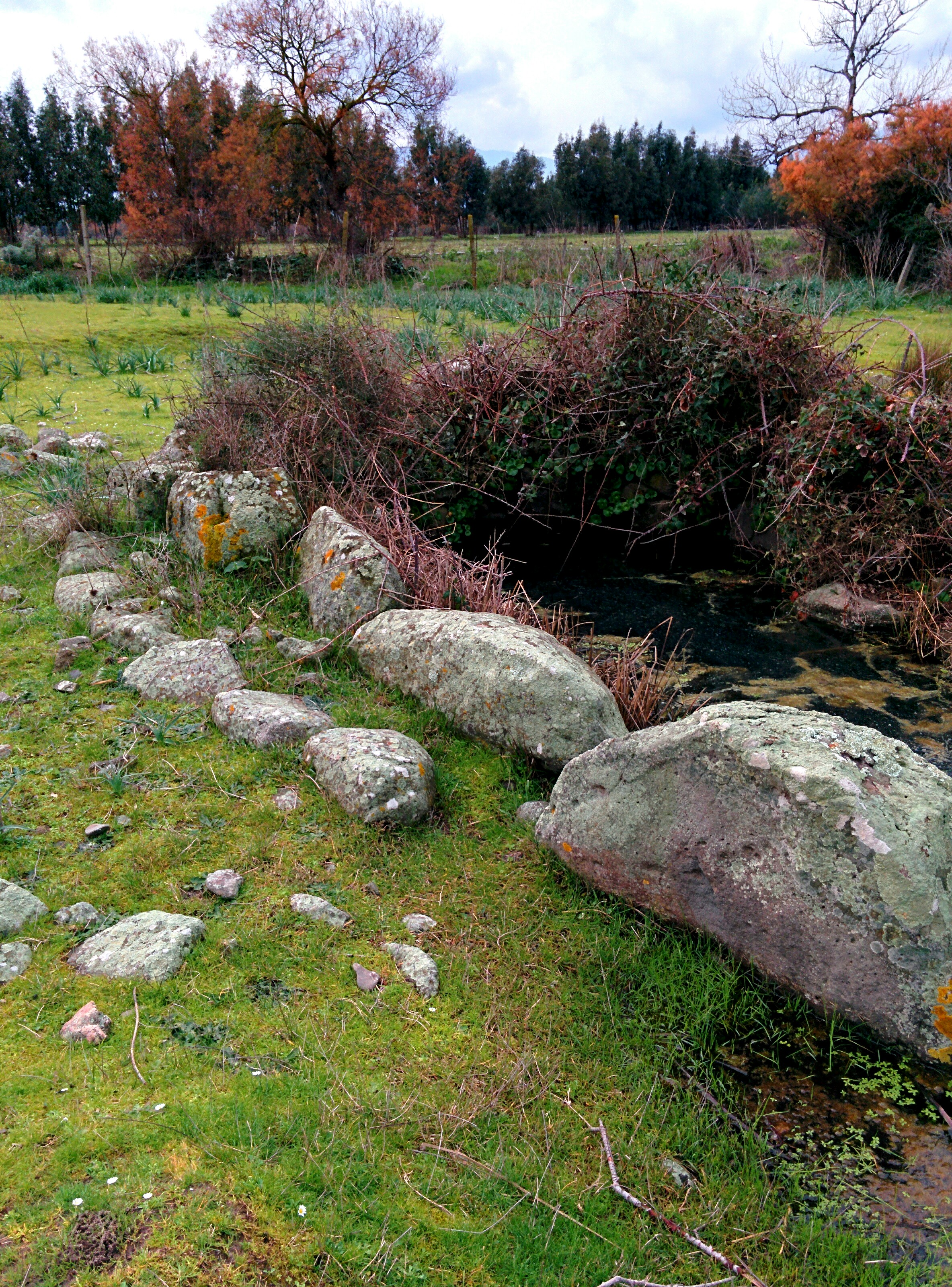
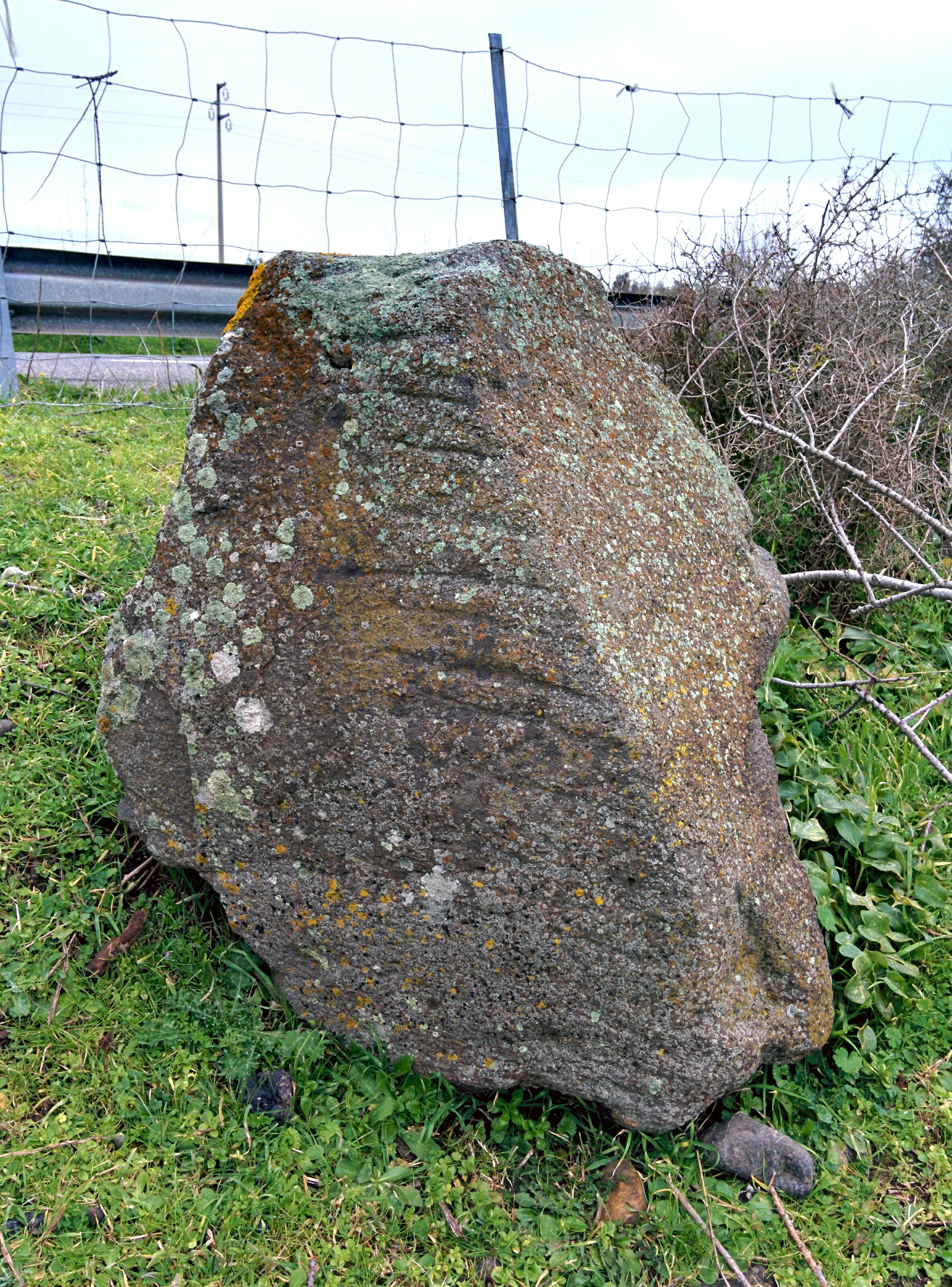